# جون ر. دريسكول
جون ر. دريسكول هو سياسي أمريكي، ولد في 9 مايو 1924 في وايتينسفيل في الولايات المتحدة، وتوفي في 10 يوليو 2014 بسبب مرض. نشط حزبياً في الحزب الجمهوري. وقد انتخب عضو مجلس نواب ماساتشوستس ‏.